# Checkpoint (2003)
Checkpoint (hebräisch: מחסומים, Machssomim) ist ein israelischer Dokumentarfilm aus dem Jahr 2003 von Yoav Shamir. Er thematisiert die vielfach als völkerrechtswidrige erachtete israelische Besetzung des Westjordanlands und des damals noch besetzten Gazastreifens und die Auswirkungen für die Palästinenser. Die Dreharbeiten erfolgten zwischen 2001 und 2003 während der Zweiten Intifada.

## Handlung
Der Film beginnt mit der Darstellung unterschiedlicher israelischer Checkpoints der israelischen Armee im besetzten Westjordanland, darunter bei Bethlehem, Dschenin, Hebron, Nablus und Ramallah, sowie im Gazastreifen bei Chan Yunis.
Manche der Checkpoints sind lediglich einfache von nur zwei Soldaten bewachte Sperren, andere große mit Zäunen, Betonmauern und Wachtürmen ausgestattete Anlagen. Die dort stationierten israelischen Soldaten sind zumeist junge Wehrpflichtige im Alter zwischen 18 und 22, die einerseits selbst unsicher von der Gewaltsituation sind, zum Teil jedoch sichtbar ihre Machtposition ausnutzen. Gegenüber einigen jungen Frauen aus Bethlehem fallen anzügliche Kommentare, in einem Fall bezeichnet ein israelischer Soldat die Palästinenser als Tiere.
Ein grundlegendes Problem sind die Sprachbarrieren, vielfach können israelische Soldaten außer Hebräisch keine weitere Sprache sprechen, genauso wie die Palästinenser oft nur Arabisch. Teilweise gibt es Versuche sich auf Englisch mit den Soldaten zu verständigen, mitunter ohne Erfolg.
Die Konfrontationen zwischen israelischen Soldaten und Palästinensern reichen von banalen, ruhigen Kontrollen ohne Zwischenfälle bis hin zu Drangsalisierungen und purer Willkür. Teilweise können die Palästinenser den Weg, den sie täglich oder am selben Tag genommen haben, nicht zurücknehmen, da kurzfristig Ausgangssperren und Verbote verhängt werden. Vielfach werden Personen an Checkpoints durchgelassen, um im nächsten Moment für die nächsten Wartenden den Checkpoint als geschlossen zu erklären, um dann letztlich die verzweifelt sich Erklärenden dann teilweise doch durchzulassen, während andere zu langen Wartezeiten – teils in strömenden Regen und eisiger Kälte – verdammt werden.
Ein Schulbus voller Grundschulkinder darf lange nicht passieren; die Insassen eines Ambulanzwagens müssen einzeln genau erklären, welche Krankheit sie haben, die im Hospital von Nablus behandelt werden soll. Teilweise werden Personengruppen auseinandergerissen. In einem Fall wird der Vater einer fünfköpfigen Familie, die in ein Krankenhaus wollen, ohne Begründung von dieser getrennt. Eine Mutter mit zwei kleinen Kinder, die zu einem Arzt in die Stadt will, wird unter Tränen am Checkpoint abgewiesen. In einem Fall schickt eine palästinensische Mutter ihre kleinen Kinder nach Chan Yunis zurück, weil die Soldaten ihre Papiere nicht akzeptieren und sie neue besorgen muss.
Viele Palästinenser halten dem psychisch-emotionalen Druck nicht stand. Ein älterer Mann bittet weinend einen israelischen Soldaten, ihn doch lieber zu erschießen, statt ihn mental weiter zu quälen. Mehrfach werden unbefestigte Checkpoints von hunderten wartenden Palästinensern nach langem Warten ohne Erlaubnis und trotz Schüssen in die Luft durchquert.
Zwischen all dem menschlichen Leid gibt es auch einzelne surreal wirkende Szenen, etwa als sich israelische Soldaten und Palästinenser lachend eine Schneeballschlacht liefern.

## Wissenswertes
Shamir sagte 2004 in einem Interview über die Gesamtsituation der Checkpoints: „Jeder ist wie ein Opfer: die Soldaten, die Palästinenser. Ich möchte zeigen, welche Auswirkungen die Besatzung auf die Palästinenser hat, aber noch mehr, welche Auswirkungen sie auf die Gesellschaft hat.“
Shamirs Film wurde auf 40 Filmfestivals gezeigt und mehrfach ausgezeichnet.

## Auszeichnungen

### Gewonnen
- Joris Ivens Award, International Documentary Film Festival Amsterdam, 2003.[3]
- Special Jury Prize, Entrevues Film Festival, 2004.[3]
- Outstanding Documentary Film, Munich International Documentary Festival (Dok.fest), 2004.[3]
- Documentary Feature, San Francisco International Film Festival, 2004.[3]
- Beste internationale Dokumentation, Hot Dogs Canadian International Film Festival, 2004.[3]
- Docupolis Award, Barceolona Docupolis, 2004.[3]
- Best Cinematography, Documenta, Madrid, 2004.[2]
- Punto de Vista Grand Prize, International Documentary Film Festival of Navarra, 2005.Yoav Shamir.[3]

### Nominierungen
- Beste Dokumentation, European Film Awards, 2004.[3]
- Beste Dokumentation, Israeli Film Academy, 2004.[3]